# Mullus
Genre
Mullus est un genre de poissons marins de la famille des Mullidae (les « rougets » ou « surmulets »).

## Liste d'espèces
Selon FishBase :
- Mullus argentinae Hubbs & Marini, 1933
- Mullus auratus Jordan & Gilbert, 1882
- Mullus barbatus Linnaeus, 1758 - rouget de vase
  - sous-espèce Mullus barbatus barbatus Linnaeus, 1758
  - sous-espèce Mullus barbatus ponticus Essipov, 1927
- Mullus surmuletus Linnaeus, 1758 - rouget de roche

Selon ITIS :
- Mullus argentinae Hubbs & Marini, 1933
- Mullus auratus Jordan & Gilbert, 1882
- Mullus barbatus Linnaeus, 1758
- Mullus surmuletus Linnaeus, 1758

Selon WRMS :
- Mullus argentinae Hubbs & Marini, 1933
- Mullus auratus Jordan & Gilbert, 1882
- Mullus barbatus Linnaeus, 1758
- Mullus phillipsi  (Fowler, 1918)
- Mullus ponticus  Essipov, 1927
- Mullus surmuletus Linnaeus, 1758

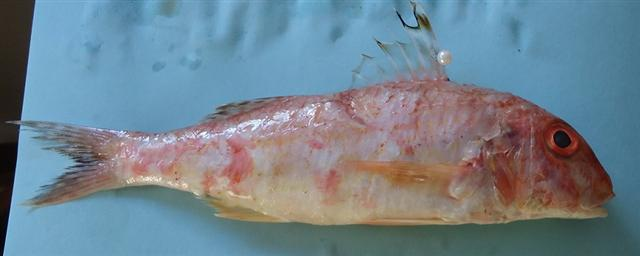
Mullus argentinae
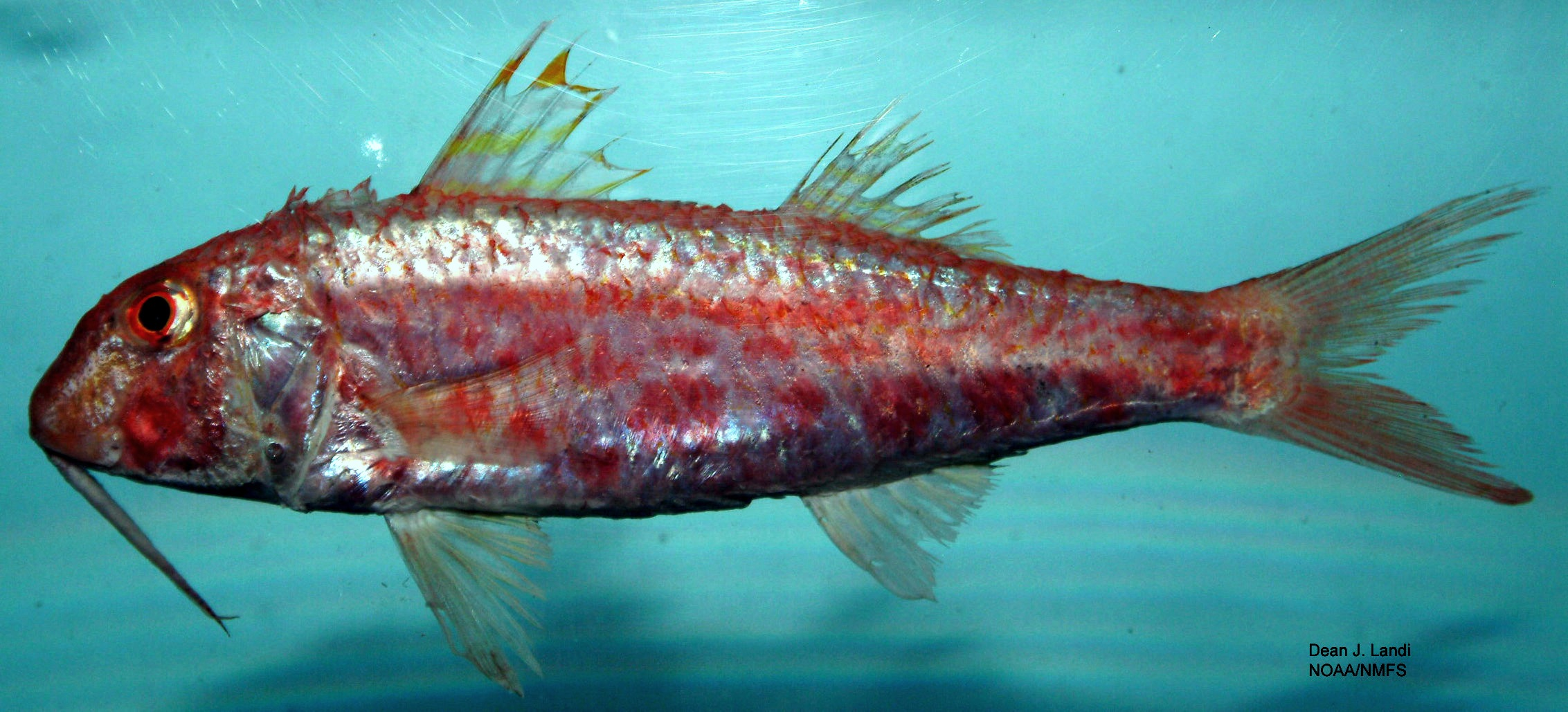
Mullus auratus
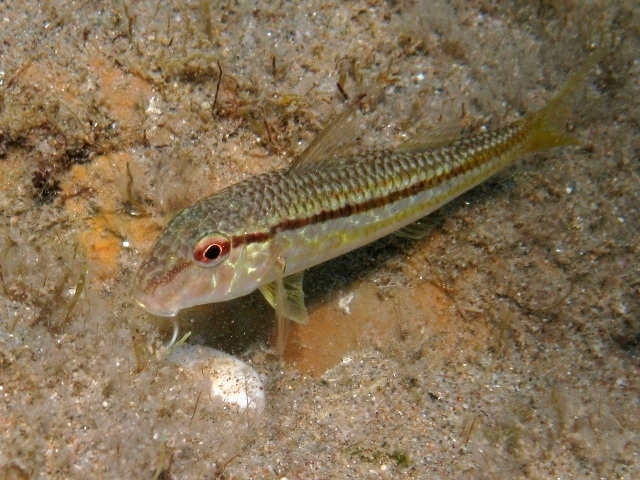
Mullus barbatus
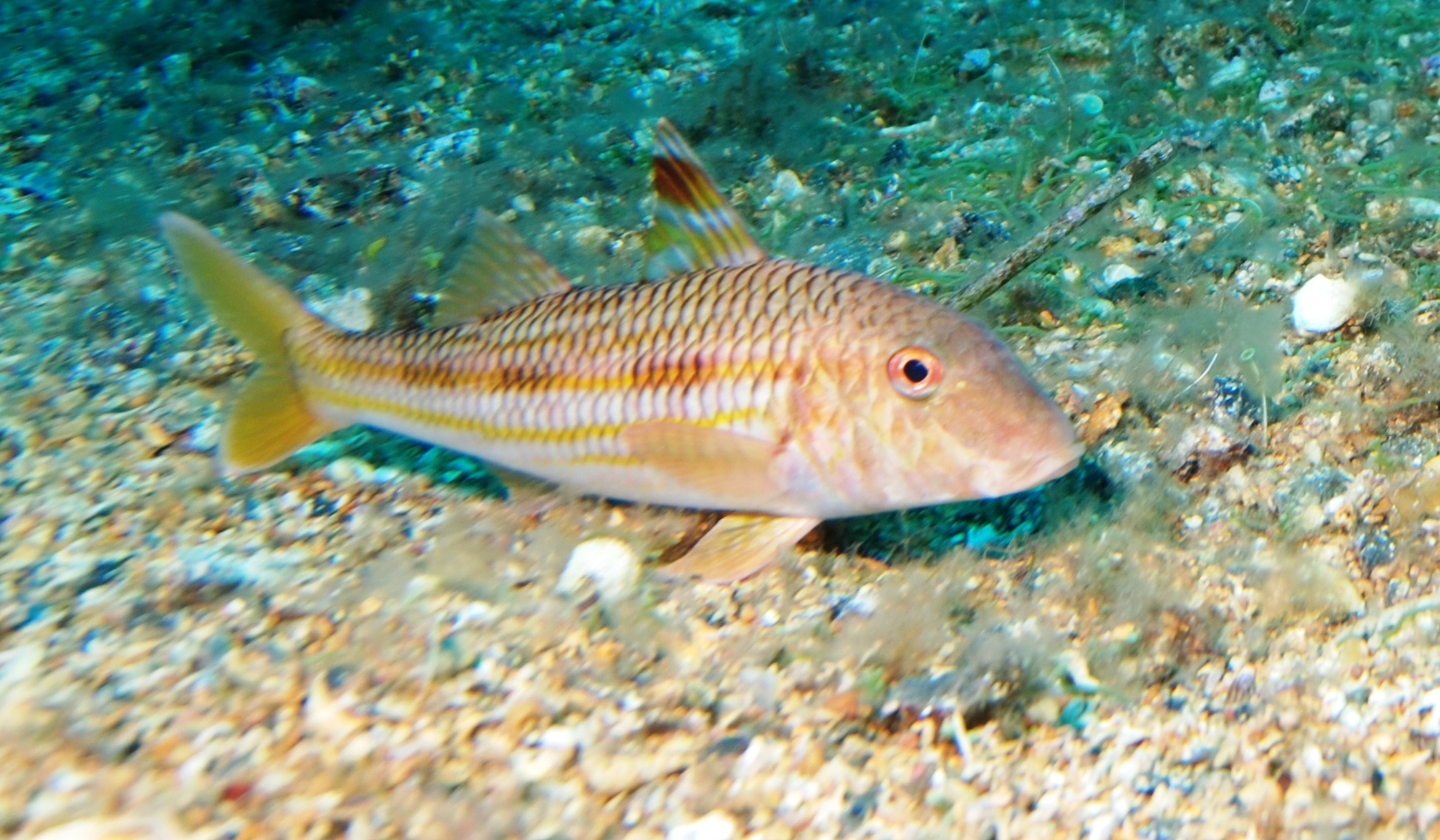
Mullus surmuletus